# Nebrioporus laeviventris
Nebrioporus laeviventris är en skalbaggsart som först beskrevs av Reiche och Félicien Henry Caignart de Saulcy 1855.  Nebrioporus laeviventris ingår i släktet Nebrioporus och familjen dykare. Inga underarter finns listade i Catalogue of Life.